# 별난 장군과 팔도부하
"별난 장군과 팔도 부하"는 한국에서 제작된 이신명 감독의 1973년 영화이다. 장동휘 등이 주연으로 출연하였고 김용덕 등이 제작에 참여하였다.

## 출연

### 주연
- 장동휘
- 윤연경
- 김상국